# Babycurus
Genre
Babycurus est un genre de scorpions de la famille des Buthidae.

## Distribution
Les espèces de ce genre se rencontrent en Afrique subsaharienne.

## Liste des espèces
Selon The Scorpion Files (15/09/2020) :
- Babycurus ansorgei Hirst, 1911
- Babycurus brignolii Lourenço & Rossi, 2017
- Babycurus buettneri Karsch, 1886
- Babycurus centrurimorphus Karsch, 1886
- Babycurus dunlopi Kovařík, Lowe, Seiter, Plíšková & Šťáhlavský, 2015
- Babycurus gigas Kraepelin, 1896
- Babycurus jacksoni (Pocock, 1890)
- Babycurus kirki (Pocock, 1890)
- Babycurus melanicus Kovařík, 2000
- Babycurus multisubaculeatus Kovařík, 2000
- Babycurus pictus Pocock, 1896
- Babycurus solegladi Lourenço, 2005
- Babycurus taramassoi Borelli, 1919
- Babycurus wituensis Kraepelin, 1913

## Publication originale
- Karsch, 1886 : « Skorpionologische Beiträge. I. Ueber einen sizilianischen Skorpion. II. Uebersicht der Gruppe Buthina (Androctonina). III. Ueber einen neuen Opisthacanthus (Peters). » Berliner entomologische Zeitschrift, vol. 30, no 1, p. 75–79 (texte intégral).